# مجله اپیدمیولوژی بالینی
مجله اپیدمیولوژی بالینی (انگلیسی: Journal of Clinical Epidemiology) یک مجله با داوری همتا در مورد همه‌گیرشناسی است. این مجله در ابتدا به عنوان مجله بیماری‌های مزمن در سال ۱۹۵۵ و به عنوان دنباله‌ای از کارگروه ریاست جمهوری سال ۱۹۵۱ هری ترومن در مورد نگرانی‌های سلامت ملی و گزارش مگنوسون که متعاقباً نوشته شد، تأسیس شد.